# Felice Carretto
Felice Carretto (fl. XVII secolo) è stato un nobile italiano.

Stemma della famiglia Del Carretto

Marchese di Grana, visse nella prima metà del XVII secolo. 

## Biografia
Fu vassallo dei Duchi di Mantova nei territori del Monferrato. Durante la seconda Guerra del Monferrato quando, nel luglio del 1630, il Duca di Mantova Carlo I venne cacciato dalle forze imperiali ed esiliato, Carretto, sentendosi affrancato dal vassallaggio, innalzò le insegne imperiali sul castello di Altare, possente baluardo appenninico. 
Il duca Carlo I, ritornato dall'esilio, fece abbattere il robusto maniero, quando ancora Altare era occupata dagli eserciti alemanni. Il Marchese di Grana fece ricadere la responsabilità della distruzione del castello sui maggiorenti del paese di Altare, tutti vetrai, che vennero portati in catene nel castello di Roccavignale.
Il Consolato dell'Arte s'interessò attivamente per la loro liberazione, che avvenne dopo settanta giorni di prigionia dietro il pagamento di un riscatto di 2000 doppie di moneta di Spagna. 
La motivazione reale del risarcimento non poté essere rivelata e il versamento risultò una "donazione in favore del marchese di Grana, Padrone e Signore Don Felice Carretto, per i benefici ricevuti con grande suo dispendio".